# نژادپرستی نهادی

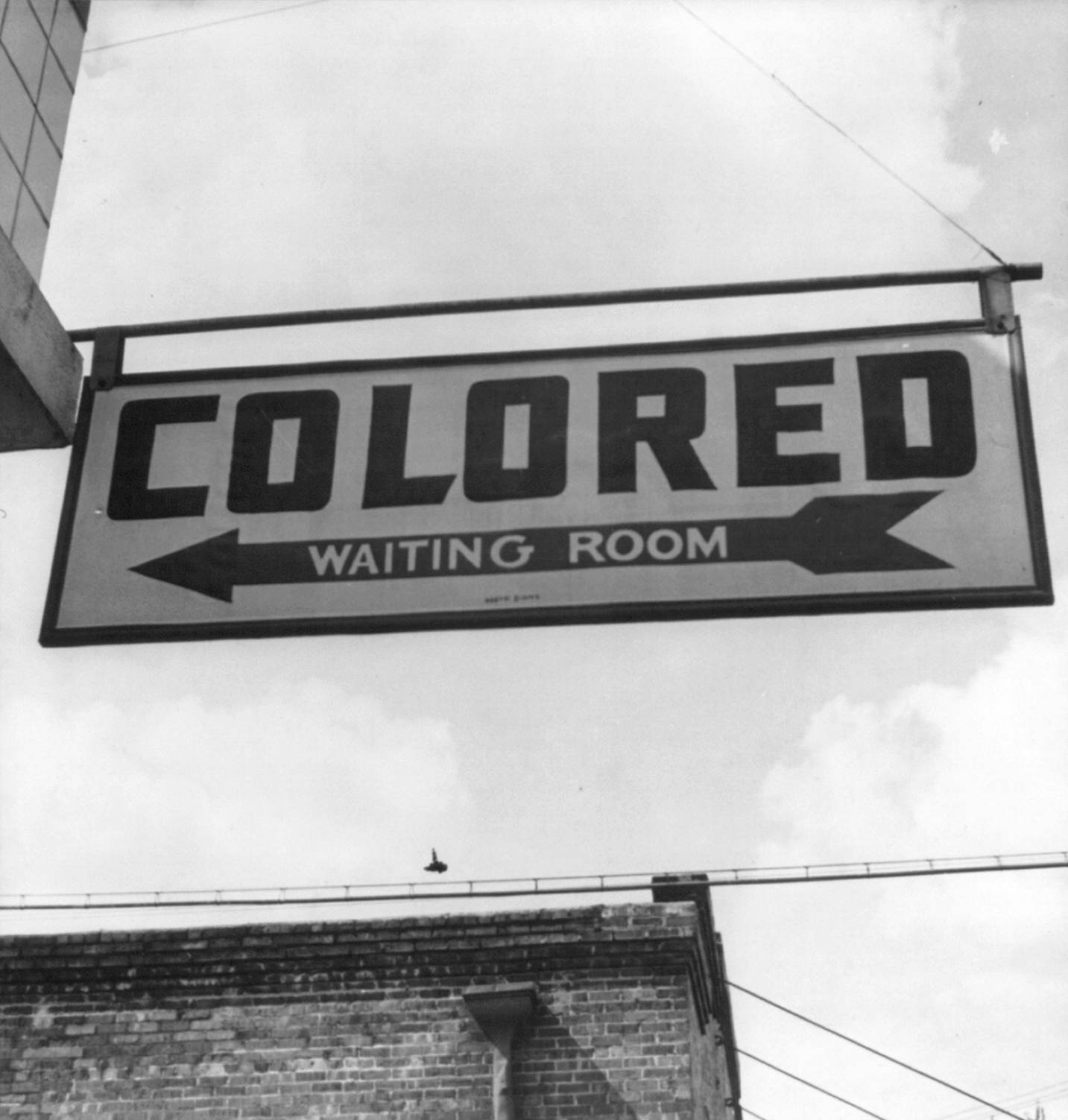
تابلویی که نشان می‌دهد اتاق انتظاری فقط برای «رنگین‌پوستان» وجود دارد. (در سال ۱۹۴۳ در ایالات متحده)

نژادپرستی نهادی (انگلیسی: Institutional racism) یا نژادپرستی سیستمی گونه ای از نژادپرستی است که مباحث نژادپرستی در اجتماع و سیاست را بیان می‌دارد بیان می‌دارد. مسائلی همچون ثروت، درآمد، استخدام، مسکن، خدمات درمانی، قدرت سیاسی، و آموزش و پرورش و عدالت کیفری.
نخستین استفاده از "نژادپرستی سازمان‌یافته" به سال ۱۹۶۷ توسط کوام تور و چارلز همیلتون استفاده شد.